# Sticherus peruvianus
Sticherus peruvianus är en ormbunkeart som först beskrevs av William Ralph Maxon, och fick sitt nu gällande namn av A. R. Sm., M. Kessler och J. Gonzales. Sticherus peruvianus ingår i släktet Sticherus och familjen Gleicheniaceae. Inga underarter finns listade.